# 6075 Zajtsev
6075 Zajtsev este un asteroid din centura principală de asteroizi.

## Descriere
6075 Zajtsev este un asteroid din centura principală de asteroizi. A fost descoperit pe 1 aprilie 1976 la Observatorul de Astrofizică din Crimeea de Nikolai Cernîh. Asteroidul prezintă o orbită caracterizată de o semiaxă mare de 3,14 ua, o excentricitate de 0,14 și o înclinație de 1,4° în raport cu ecliptica.